# Hundertwasserhaus
Hundertwasserhaus Wien er et lejlighedskompleks i Wien, Østrig designet af den østrigske kunstner Friedensreich Hundertwasser. Dette vartegn for Wien er beliggende i den 3. bezirk, Landstraße.
Huset blev bygget mellem 1983 og 1986 af arkitekterne Joseph Krawina og Peter Pelikan. Blandt dets særegenskaber er bølgende gulve, et tag dækket af jord og græs samt store træer groende ud indefra. Desuden er huset malet med diverse farver i mindre felter. Hundertwasser tog ingen betaling for at designe huset, idet han erklærede at det var det værd i stedet for at noget grimt skulle have været bygget på stedet.
I huset er 52 lejligheder, fire kontorer, 16 private terrasser og tre kommunale terrasser samt 250 træer og buske. Hundertwasserhaus er en af Østrigs mest besøgte bygninger og er blevet en del af landets kulturelle arv.
48°12′26″N 16°23′39″Ø / 48.20722°N 16.39417°Ø